# Músicas para Churrasco, Vol. 2
Músicas Para Churrasco, Vol. 2 é o sexto álbum de estúdio do cantor e compositor brasileiro Seu Jorge, lançado no dia 31 de março de 2015 pela Universal Music. A canção "Motoboy" é o primeiro single do álbum, foi divulgada no dia 27 de fevereiro de 2015, pela plataforma Vevo.

## Faixas
| Edição padrão |                      |                |         |  |
| N.º           | Título               | Compositor(es) | Duração |  |
| 1.            | "Ela É Bipolar"      |                | 04:58   |  |
| 2.            | "Na Verdade Não Tá"  |                | 02:55   |  |
| 3.            | "Faixa de Contorno"  |                | 03:00   |  |
| 4.            | "Mina Feia"          |                | 04:59   |  |
| 5.            | "Tá Em Tempo"        |                | 04:51   |  |
| 6.            | "Papo Reto"          |                | 04:59   |  |
| 7.            | "Motoboy"            |                | 03:11   |  |
| 8.            | "Felicidade"         |                | 04:27   |  |
| 9.            | "Babydoll"           |                | 04:49   |  |
| 10.           | "Everybody Let's Go" |                | 06:04   |  |

## Desempenho nas tabelas musicais
| Tabela Musical (2015)    | Melhor posição |
| ------------------------ | -------------- |
| Brasil (ABPD Top Álbuns) | 5              |

## Certificações e vendas
| Região        | Certificação | Vendas/cópias |
| ------------- | ------------ | ------------- |
| Brasil (ABPD) | Ouro         | 40.000        |

## Histórico de lançamento
| País        | Data                | Formato                       | Gravadora                                                | Edição(ões) |
| ----------- | ------------------- | ----------------------------- | -------------------------------------------------------- | ----------- |
| Brasil      | 31 de março de 2015 | CD Streaming download digital | Cafuné Produções Artísticas e Editoriais Universal Music | Padrão      |
| Reino Unido | 31 de março de 2015 | Streaming download digital    | Cafuné Produções Artísticas e Editoriais Universal Music | Padrão      |